# Cantone di Mauriac
Il Cantone di Mauriac è una divisione amministrativa dell'arrondissement di Mauriac.
A seguito della riforma approvata con decreto del 13 febbraio 2014, che ha avuto attuazione dopo le elezioni dipartimentali del 2015, è passato da 11 a 20 comuni.

## Composizione
I 11 comuni facenti parte prima della riforma del 2014 erano:
- Arches
- Auzers
- Chalvignac
- Drugeac
- Jaleyrac
- Mauriac
- Méallet
- Moussages
- Salins
- Sourniac
- Le Vigean

Dal 2015 i comuni appartenenti al cantone sono i seguenti 20:
- Ally
- Anglards-de-Salers
- Barriac-les-Bosquets
- Brageac
- Chalvignac
- Chaussenac
- Drugeac
- Escorailles
- Le Fau
- Fontanges
- Mauriac
- Pleaux
- Saint-Bonnet-de-Salers
- Saint-Martin-Cantalès
- Saint-Martin-Valmeroux
- Saint-Paul-de-Salers
- Sainte-Eulalie
- Salers
- Salins
- Le Vigean